# Barry Sanders
Barry Sanders (Wichita, 16 juli 1968) is een voormalig Amerikaans American football-Running back. Hij speelde van 1989 tot 1998 in de NFL bij de Detroit Lions. Sanders studeerde aan de Oklahoma State universiteit waar hij in 1988 de Heisman Trophy won. Sanders werd in 1989 als derde gekozen in de draft en had een zeer succesvolle carrière, Sanders is in 2004 in de Hall of Fame opgenomen en wordt erkend als een van de beste running backs ooit.

## Jeugd
Sanders werd geboren in Wichita, Sanders ging naar de Wichita North middelbare school, in zijn sophomore seizoen werd hij de startende running back, een jaar later werd zijn broer Byron de startende running back en Barry moest tot zijn senior jaar wachten totdat hij weer een kans kreeg om te starten, in zijn senior jaar had hij 1,417 rushing yards, dankzij deze prestaties werd hij opgenomen in het all-state team, Sanders werd niet hevig gerekruteerd, er waren maar een paar universiteiten geïnteresseerd in hem, dat waren, Emporia State University, University of Tulsa, en de Oklahoma State University. Sanders koos voor de Oklahoma State University.

## Universitaire carrière
Sanders speelde voor de Oklahoma State Cowboys, het football team van de Oklahoma State University, hij droeg rugnummer 21 en moest de eerste 2 jaar op de bank zitten omdat Oklahoma State al een uitstekende running back had in Thurman Thomas. In 1987 leidde Sanders het land in yards per kickoff return (31.6), terwijl hij ook nog eens 600 rushing yards verzamelde. Sanders scoorde dat jaar ook 8 touchdowns. Nadat Thomas naar de NFL vertrok werd Sanders de startende running back.
In 1988, wat door velen wordt gezien als het beste seizoen ooit gespeeld door een running back, leidde Sanders het land met een gemiddelde van 7.6 yards per poging en had meer dan 200 rushing yards per wedstrijd, inclusief 4, 300 yard wedstrijden. Sanders werd, ondanks zijn ongelofelijke 344 rush-pogingen dat jaar, ook nog eens ingezet als punt and kickoff returner, waarmee hij nog eens 516 yards verzamelde. Sanders zette dat seizoen verschillende records met 2,628 yards rushing, 3,248 totale yards, 234 gescoorde punten, 39 touchdowns, 37 rushing touchdowns, 5 achtereenvolgende 200 yard wedstrijden. Hij scoorde minstens 2 touchdowns in 11 achtereenvolgende wedstrijden en scoorde 9 keer minstens 3 touchdowns. Sanders had ook nog eens 222 rushing yards en scoorde 5 touchdowns in een wedstrijd waarin hij maar 3 kwarten werd ingezet, deze wedstrijd werd niet eens opgenomen in de statistieken van de NCAA. Toen Sanders de Heisman Trophy won bevond hij zich in Tokio waar hij zich voorbereide om een wedstrijd te spelen tegen Texas Tech, na het seizoen kondigde Sanders aan dat hij zou stoppen met zijn studie en zich had ingeschreven voor de NFL Draft van dat jaar. 
Het overgrote deel van de records die Sanders zette werden in 2016 verbroken door Christian McCaffrey van de Stanford universiteit.

## Professionele carrière
De Detroit Lions selecteerden Sanders als derde in de draft. De Lions lieten hem rugnummer 20 dragen omdat de vorige 2 running backs, Lem Barney en Billy Sims, ook zeer succesvol waren met dat rugnummer. Sims was in de jaren 80 een van de beste running backs in de NFL.
Hoewel er veel twijfels waren over Sanders lengte, bleken deze ongegrond. Sanders liet al snel zien dat zijn kleine postuur juist een voordeel voor hem was, Sanders was namelijk veel te snel voor de lange en zware verdedigers die hem maar moeilijk konden tackelen. Hoewel Sanders maar 1 meter 73 was woog hij veel zwaarder dan mensen dachten, 91 kilo, net iets onder het gemiddelde voor een NFL running back
Sanders was de startende running back voor de Lion teams die vijf keer de play-offs bereikten gedurende de jaren 90 (1991, 1993, 1994, 1995, en 1997). Hij was ook deel van het team dat in 1991 en 1993 de NFC Centrale divisie titels wonnen. Het team van het jaar 1991 won 12 reguliere seizoenswedstrijden (een club record).
In 1994 had Sanders 1,883 rushing yards en een gemiddelde van 5.7 yards per poging. Hij had ook 283 receiving yards, dat bracht hem op een totaal van 2,166 yards dat seizoen. Hij werd uitgeroepen tot NFL Offensive Player of the Year. In 1995, had Sanders 1,500 rushing yards en 398 receiving yards. In 1996, had Sanders 1,553 rushing yards en een carrière minimum 147 receiving yards.
Sanders' beste seizoen kwam in 1997 toen hij toetrad tot de 2,000 rushing yards club. Nadat hij het seizoen begon met 53 rushing yards in 25 pogingen, begon Sanders aan een serie wedstrijden waarin hij 14, 100 yard wedstrijden noteerde hij had ook nog eens twee 200 yard wedstrijden. Dat seizoen had hij 2,053 rushing yards. Hij werd de derde speler ooit sinds O. J. Simpson die in 14 wedstrijden 2000 rushing yards verzamelde. Hij was de eerste running back die 1,500 rushing yards had in ieder van zijn 4 seizoenen. Aan het einde van het seizoen werd Sanders uitgeroepen tot the Associated Press NFL Most Valuable Player Award, deze prijs moest hij echter delen met Brett Favre.
In Sanders' laatste seizoen in de NFL, 1998. Had hij 1,491 rushing yards, dat eindigde zijn reeks van seizoenen met minstens 1500 yards.
Ondanks Sanders' persoonlijke successen hebben de Lions nooit een Super Bowl gehaald, elke keer dat de club de playoffs haalde werden ze uitgeschakeld.
In Sanders' carrière, haalde hij in ieder van zijn 10 seizoenen de Pro Bowl. Sanders werd zes keer opgenomen in het All-Pro team (1989–1991 en 1993, 1994 en 1997). Sanders werd ook opgenomen in het All-NFC team (1989–92 en 1994–97). Sanders werd ook uitgeroepen tot Offensive Player of the Year in '94 en '97, NFL MVP in '97, en werd opgenomen in het 1990s NFL All-Decade team.

## Pensioen
Sanders stopte zeer onverwachts met football na het seizoen van 1998. Dit was een controversiële beslissing omdat Sanders een paar weken daarvoor nog een nieuw 6-jarig contract had ondertekend; hij moest het van tevoren betaalde salaris weer bij de Lions inleveren.

## NFL-carrièrestatistieken
| Legenda |                                        |
|         | Led the league                         |
|         | NFL MVP & Offensive Player of the Year |
|         | NFL Offensive Player of the Year       |
| Bold    | Career high                            |

| NFL statistics |        |        |         |         |         |         |         |         |           |           |           |           |           |           |         |         |
| Season         | Season | Season | Rushing | Rushing | Rushing | Rushing | Rushing | Rushing | Receiving | Receiving | Receiving | Receiving | Receiving | Receiving | Fumbles | Fumbles |
| Year           | Team   | G      | Att     | Yards   | Avg     | Lng     | TD      | FD      | Rec       | Yards     | Avg       | Lng       | TD        | FD        | Fum     | Lost    |
| 1989           | DET    | 15     | 280     | 1,470   | 5.3     | 34      | 14      | 0       | 24        | 282       | 11.8      | 46        | 0         | 0         | 10      | 0       |
| 1990           | DET    | 16     | 255     | 1,304   | 5.1     | 45      | 13      | 0       | 36        | 480       | 13.3      | 47        | 3         | 0         | 4       | 2       |
| 1991           | DET    | 15     | 342     | 1,548   | 4.5     | 69      | 16      | 91      | 41        | 307       | 7.5       | 34        | 1         | 18        | 5       | 1       |
| 1992           | DET    | 16     | 312     | 1,352   | 4.3     | 55      | 9       | 68      | 29        | 225       | 7.8       | 48        | 1         | 7         | 6       | 2       |
| 1993           | DET    | 11     | 243     | 1,115   | 4.6     | 42      | 3       | 46      | 36        | 205       | 5.7       | 17        | 0         | 6         | 4       | 3       |
| 1994           | DET    | 16     | 331     | 1,883   | 5.7     | 85      | 7       | 72      | 44        | 283       | 6.4       | 22        | 1         | 16        | 0       | 0       |
| 1995           | DET    | 16     | 314     | 1,500   | 4.8     | 75      | 11      | 70      | 48        | 398       | 8.3       | 40        | 1         | 18        | 4       | 2       |
| 1996           | DET    | 16     | 307     | 1,553   | 5.1     | 54      | 11      | 79      | 24        | 147       | 6.1       | 28        | 0         | 5         | 4       | 2       |
| 1997           | DET    | 16     | 335     | 2,053   | 6.1     | 82      | 11      | 85      | 33        | 305       | 9.2       | 66        | 3         | 11        | 4       | 2       |
| 1998           | DET    | 16     | 343     | 1,491   | 4.3     | 73      | 4       | 63      | 37        | 289       | 7.8       | 44        | 0         | 10        | 3       | 1       |
| Career         | Career | 153    | 3,062   | 15,269  | 5.0     | 85      | 99      | 574     | 352       | 2,921     | 8.3       | 66        | 10        | 91        | 44      | 15      |

## Privéleven
Sanders heeft vier zoons (Barry Jr., Nigel, Nicholas, en Noah) met zijn ex-vrouw Lauren Campbell Sanders. Ze zijn in 2012 gescheiden. De oudste zoon, Barry Jr., werd hevig gescout tijdens zijn middelbareschoolcarrière, Hij studeerde vervolgens aan de Stanford universiteit. Hij verliet in 2015 het footballteam nadat hij zijn diploma had gehaald, hij ging daarna als graduate transfer bij zijn vaders oude universiteit spelen om zich alsnog in de belangstelling van de NFL te spelen, dit lukte echter niet, hij werd namelijk niet gekozen in de draft en kreeg geen contractaanbiedingen.